# Пузырник Паульсена
Пузырник Паульсена (лат. Colutea paulsenii) — вид деревянистых растений рода Пузырник (Colutea) семейства Бобовые (Fabaceae), произрастающий по склонам гор и ущелий, в предгорьях и до средней полосы гор в Центральной Азии.
Вид назван в честь датского ботаника Ове Паульсена.

## Ботаническое описание

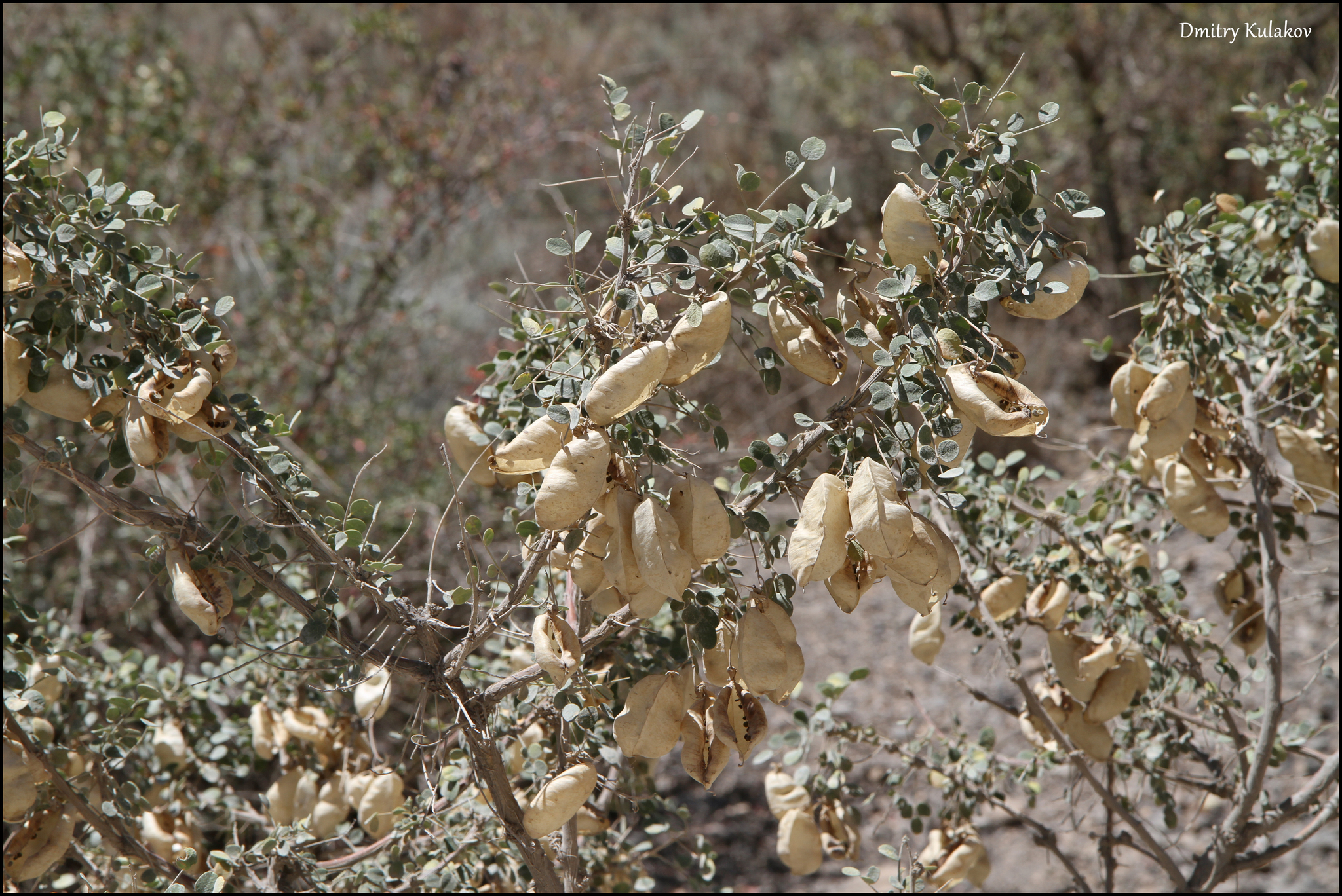
Бобы

Кустарник. Листья 6—9 см длиной, с 3, реже 4, парами листочков; листочки округлые, тупые или вдавленные, 6—12 мм шириной, 10—13 мм длиной, редко волосистые, крупноморщинистые.
Соцветие — 3—5-цветковая кисть, 4—10 см длиной. Цветки 17—18 мм длиной, оранжевые; цветоножки около 10 мм, волосистые. Чашечка трубчато-колокольчатая, зев её до 8 мм, зубцы острые, длинные, длина чашечки 10 мм, покрыта редкими чёрными и белыми волосками. Крылья длиннее или равны лодочке, плоские или на конце слегка свёрнуты, изогнуты под прямым углом, изгиб круглый; лодочка усечённая, с клювом. Завязь серебристо-пушистая. Боб 7—9 см длиной и 25—35 мм шириной, на довольно длинной (до 10 мм) ножке, превышающий чашечку в 2 или более раза, редко-волосистый. Цветение и плодоношение мае—октябре.

## Подвиды
- Colutea paulsenii subsp. mesantha (Shap. ex Ali) S.I.Ali
- Colutea paulsenii subsp. orbiculata (Sumnev.) Yakovlev
- Colutea paulsenii subsp. paulsenii